# Пронин, Борис Константинович
 Борис Константинович Пронин (17 декабря 1875, Чернигов — 29 октября 1946, Ленинград) — режиссёр, театральный деятель, актер, участник ряда театральных начинаний В. Э. Мейерхольда. Создатель литературных кабаре «Бродячая собака» и «Привал комедиантов» в Петербурге и «Странствующий энтузиаст» и «Мансарда» в Москве.

## Биография
В Черниговской гимназии, учился вместе с Ильей Сацем — будущим композитором МХАТа, — урокам предпочитал прогулки по городу. Пронин рассказывал:

«Мы с Ильёй интересовались лишь греческим и латынью, остальные предметы нас оставляли равнодушными, и мы их вовсе не учили. Нас оставили на третий год в пятом классе и не выгнали только оттого, что мы знали латынь и греческий лучше всех в городе».
В конце XIX века учился в Петербургском, затем в Московском университете. Был выслан из Москвы за участие в студенческих беспорядках.
Вернулся в 1901 году в Москву, где поступил в Школу МХТ. Принимал участие в создании Театральной студии на Поварской. В студии занимался хозяйственной частью и выполнял обязанности секретаря при Станиславском. Студия вскоре прекратила своё существование.
Работал в составе Товарищества новой драмы В.Э. Мейерхольда в Тифлисе и в Санкт-Петербурге помощником режиссёра (Мейерхольда) в Театре В.Ф. Комиссаржевской в 1906–1907 годах. 
В 1908 году вместе с П. М. Ярцевым пытался создать свою студию в Москве в доме Перцова.
Борис Пронин был один из лидеров формирования особой культуры театрального клуба предреволюционных лет. Участвовал в создании «Лукоморья», «Дома Интермедий» в Петербурге; с 1911 по 1919 год вёл дело в кабаре «Бродячая собака» и «Привал комедиантов».
В 1914 году на чествовании поэта Эмиля Верхарна в «Бродячей собаке» Борис Пронин познакомился с Верой Александровной Лишневской-Кашницкой. В этом же году они бракосочетались.

## Бродячая Собака
В историю русской культуры и Серебряного века Борис Пронин прежде всего вошёл как создатель литературно-художественного кабаре «Бродячая собака». В разное время на маленькой сцене кабаре выступали со своими стихами В. Маяковский, Н. Гумилев, А. Ахматова, О. Мандельштам, П. Фор и другие поэты; читал лекции итальянский футурист Ф. Маринетти, пел «романсы» собственного сочинения М. Кузмин, балерина Т. Карсавина танцевала под музыку Люлли, Сергей Городецкий в декабре 1912 года сделал доклад об акмеизме и его отношении к символизму. Кабаре славилось также выступлениями известной цыганки Б. Казарозы.  
В «Бродячей собаке» отмечались юбилеи К. Бальмонта, Т. Карсавиной и других, отмечались всевозможные праздники, ставились пьесы.
В кабаре существовало разделение посетителей на две категории: «артистов» и «фармацевтов». К «фармацевтам» относили тех, кто не принадлежал творческому миру и богеме. Входной билет для «фармацевтов» был очень дорогим, в несколько раз дороже билета для представителей богемы.
В своих воспоминаниях Дмитрий Тёмкин пишет:

 «В своих спорах в „Бродячей собаке“ мы обсуждали новые странные формы танца: приплясывания африканских племен или змеиные движения индийских храмовых танцовщиц. Звучали даже идеи о некоем кубическом балете, с танцующими параллелограммами».
В мае 1914 года Борис Пронин писал Владимиру Полю о желании провести в кабаре «Индусскую неделю»:

«Непонятно мне было, кто должен взять на себя все расходы? — С. Л. Толстой, „Собака“ или Инайат Кхан? Умоляю уговорить и устроить ряд лекций в „Собаке“ с иллюстрациями и танцами, которые можно устроить по середине „Собаки“ на очень красивом ковре, на котором танцевала Т. П. Карсавина — ковёр голубой. Таким образом можно будет объявить „Индусскую неделю в „Бродячей собаке“.
“
Постоянными гостями кабаре были самые известные и блистательные представители богемы Серебряного века: М. Кузмин, А. Ахматова, Н. Гумилёв, Р. Ивнев, Ю. Анненков, О. Мандельштам, Н. Альтман, М. Шагал, М. Григорьев, М. Добужинский, А. Бенуа, В. Шилейко, Г. Иванов, Н. Клюев, И. Северянин, В. Маяковский, А. Луначарский и многие другие.

## Привал комедиантов
После скандального закрытия полицией «Бродячей собаки», Пронин создал новое заведение — кабаре «Привал комедиантов», открытие которого состоялось 18 апреля 1916 в подвале дома Адамини на углу Марсова поля и набережной Мойки. В артистической жизни кабаре принял активное участие Всеволод Мейерхольд, возобновивший специально для «Привала комедиантов» свою знаменитую постановку пантомимы А. Шницлера «Шарф Коломбины». Сам Мейерхольд принимал участие и во многих вечерах вместе с конферансье Н. Петровым, который выступал под артистическим псевдонимом «Коля Петер».
Бурная художественная жизнь «Привала комедиантов» продолжалась до апреля 1919. Здесь устраивались многочисленные кукольные представления, вечера поэзии, ставились пьесы, звучали художественно-литературные доклады.

## Москва. 1920-е годы
В 1919 году Пронин переехал в Москву. Его брак (с осени 1914 года) с учительницей Верой Александровной Лишневской (в замужестве Прониной, 1894—1929), дочерью архитектора А. Л. Лишневского, распался и в 1923 или в 1924 году он женился на Марии Рейнгардт; в браке родилась дочь Марина. 
В Москве в период НЭПа пытался заниматься тем же, чем занимался в Санкт-Петербурге. 31 декабря 1922 года открыл литературно-артистическое кабаре «Странствующий энтузиаст». В 1925 году создал клуб «Мансарда» в доме на улице Большая Молчановка.

## Арест и ссылка
В 1926 году Пронин был арестован ОГПУ и как «социально чуждый элемент» выслан из Москвы сроком на 3 года в Йошкар-Олу. 
По окончании срока ссылки жил с семьей в Батуме в Грузии, так как имел запрет на проживание в семи городах.

## Последние годы жизни
В 1930-е годы добился разрешения вернуться в Ленинград. 
Поселился в том же доме, где некогда находилось кабаре «Бродячая собака». Поступил в бывший Александринский театр, где служил до своей кончины. 
Во время Второй мировой войны находился в эвакуации в Новосибирске. Умер в 1946 году после возвращения в Ленинград.
Его дочь Марина Пронина более полувека работала художником-технологом сцены в Александринском театре, до последнего времени проживала в Доме ветеранов сцены имени Савиной на Петровском острове в Санкт-Петербурге.

## Подозрения в сотрудничестве сОГПУ–НКВД
В марте 1953 года, рецензируя второе издание «беллетризованных мемуаров» Георгия Иванова «Петербургские зимы» (1952), эмигрантский литератор и публицист второй волны (ди-пи) Борис Ширяев, в прошлом многолетний советский политзаключённый, писал в газете «Наша страна»:

«Куда девался другой наш общий знакомый, прекрасно описанный Георгием Ивановым Борис Пронин, содержатель ночных богемных кабаков и друг всех поэтов “Серебряного века”, я не знаю, но на Соловках я встречал некоторых членов контрреволюционной организации начала двадцатых годов, выданных этим Прониным и почти полностью истреблённых. В их числе было несколько молодых поэтов и артистов».
До настоящего времени эти обвинения не имеют документального подтверждения из заслуживающих доверия источников.

## Оценки деятельности
«Борис Пронин, никогда ничего в театре не сделавший, помощник Мейерхольда, необходимый Мейерхольду, Сацу, Сапунову и мне как воздух, как бессонные ночи, как надежда, как вечно новое. Вечный студент, неудавшийся революционер, бесконечный мечтатель, говоривший, вернее, захлебывающийся от восторга о том, что ценно. Никогда не ошибавшийся, понимавший не знанием, а инстинктом. Незабвенный Пронин!» 
— художник Сергей Судейкин